# François Bourgeon

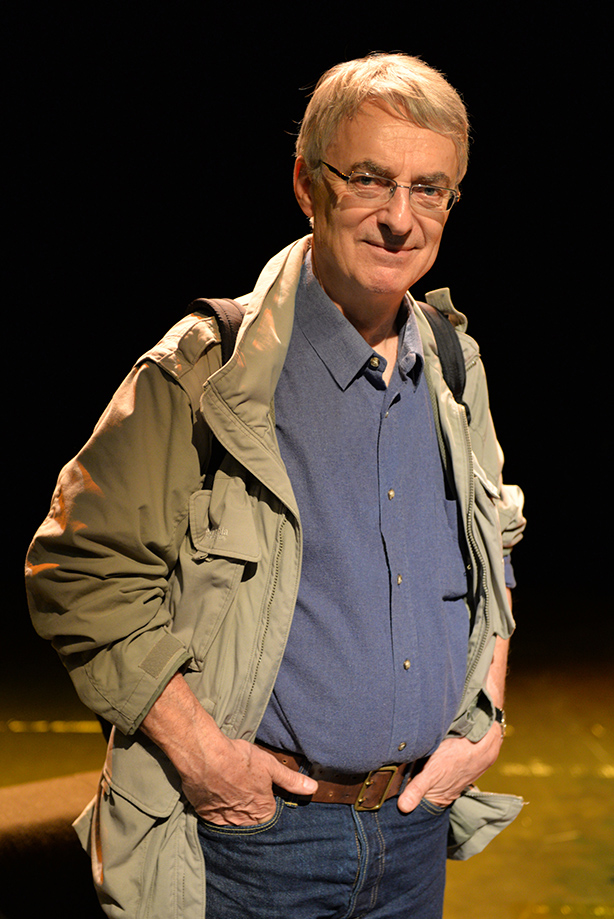

François Bourgeon es un historietista francés nacido el 5 de julio de 1945 en París. Reconocido por su labor reflexiva y metódica, es autor de dos sagas de gran éxito comercial, Los Pasajeros del Viento y Los compañeros del Crepúsculo, ambas de ambientación histórica y con un importante protagonismo femenino.

## Biografía
François Bourgeon trabajó como artesano del vidrio antes de empezar en 1971 a realizar ilustraciones para revistas infantiles como "Nade" y "Lisette", frecuentemente bajo textos de Henriette Bichonnier. Su primera historieta, en 14 planchas, L'ennemi vient de la mer, escrita por Cécile Romancère, apareció en 1972.
Entre 1974 y 1975 aportó historietas como Une armée pour Gaélis (22/01/1975 y La Légende de Freya (09/04/1975) para el semanario juvenil Djin de Fleurus presse. 
Trabajó esporádicamente para Pif gadget dibujando en 1978 Maître Guillaume et le Journal des bâtisseurs de cathédrales, una historieta escrita por Pierre Dhombre y editada como álbum a través de Univers Média.
Colaboró con el guionista Robert Génin en su primera serie, Brunelle y Colin, también para "Djin". Su estilo inimitable comenzaba a dejarse ver entonces con personajes como Brunelle, que prefigura a la 'Isa de los Passagers du vent. Sólo dibujará las primeras historietas de la serie (recopiladas luego en dos álbumes), pasando el testigo a a Didier Convard.
En 1979, para la revista "Circus", inició Los Pasajeros del viento , una serie de aventuras ambientada en el siglo XVIII. Considerada como una de las más importantes de la Historieta moderna, supuso la consagración de Bourgeon, quien obtuvo al año siguiente el premio al mejor dibujante en el Festival international de la historieta de Angulema y ventas de cientos de miles de ejemplares.
Al mismo tiempo, Bourgeon decidió regresar al mundo medieval de Brunelle et Colin con Los Compañeros del Crepúsculo, que vio la luz en 1984.
En 1993, inició dentro de "A suivre", La Source et la sonde (Historia de Cyann), un relato futurista realizado en colaboración con Claude Lacroix.

## Estilo
En opinión del investigador Antoni Guiral, el trabajo de Bourgeon se define por tres constantes:
- La fidelidad al marco histórico
- La pureza de los diálogos, y
- La crudeza de su planteamiento.[1]

## Obra
| Título                                                                             | Fecha         | Tipo                      | Guionista                       | Publicación |
| ---------------------------------------------------------------------------------- | ------------- | ------------------------- | ------------------------------- | ----------- |
| Une armée pour Gaélis                                                              | 22/01/1975    | Historieta autoconclusiva |                                 |             |
| La Légende de Freya                                                                | 09/04/1975    | Historieta autoconclusiva |                                 |             |
| L'ennemi vient de la mer                                                           | 1972          | Historieta autoconclusiva | Cécile Romancère                |             |
| Maître Guillaume et le Journal des bâtisseurs de cathédrales, un álbum escrito por | 1978          |                           | Pierre Dhombre                  |             |
| Brunelle et Colin                                                                  |               |                           | Robert Génin, François Bourgeon | "Djin"      |
| Les Passagers du vent                                                              | 1979-presente | Serie en curso            | François Bourgeon               | "Circus"    |
| Les Compagnons du crépuscule                                                       |               | Serie de tres álbumes     | François Bourgeon               |             |
| Le Cycle de Cyann                                                                  |               | Serie de dos álbumes      | François Bourgeon               | "A suivre"  |